# 牛挑灣 (嘉義縣)
牛挑灣，是臺灣嘉義縣朴子市的一個傳統地域名稱，位於該市東南部。相較於今日行政區，其範圍包括松華里不含西北端、梅華里不含東部邊界地帶、德家里東南部邊界地帶。

## 歷史
牛挑灣地區於日本時代稱為「牛挑灣庄」，隸屬於白鬚公潭堡，後改隸義竹庄。
戰後義竹庄改制為義竹鄉，隸屬於臺南縣。1950年10月，雲、嘉、南分治，義竹鄉改隸屬嘉義縣。1962年10月，原隸屬於義竹鄉之牛挑灣隨西側之南勢竹共同改隸朴子鎮，後由於嘉義市升格，嘉義縣政府遷於太保鄉，議政中心遷於朴子鎮，朴子鎮隨之改制縣轄市。

## 信仰中心
- 牛挑灣龍安宮
- 牛挑灣教會

## 歷史建築
- 原牛挑灣公學校校長宿舍
- 牛挑灣吳杯初濟生病院

## 交通

### 公共運輸
| 路線 | 業者     | 行先             | 停靠站                                           |
| ---- | -------- | ---------------- | ------------------------------------------------ |
| 7213 | 嘉義客運 | 嘉義－樹林頭     | 東牛挑灣、牛挑灣、松梅國小、松華里               |
| 棕4  | 新營客運 | 朴子轉運站－新營 | 東牛挑灣、前松華、梅華、後松華、松梅國小、松華里 |

### 道路
縣道170號是嘉義縣的重要道路之一，為牛挑灣地區的主要幹道及聯外道路；另有縣道嘉36線貫穿牛挑灣北部，為該地區之次要幹道。

## 學校
- 松梅國小